# Can Regàs (Arenys de Munt)
Can Regàs és una obra neoclàsica d'Arenys de Munt (Maresme) protegida com a Bé Cultural d'Interès Local.

## Descripció
Edifici senyorial de planta rectangular amb planta baixa i dos pisos. La façana principal té tres eixos de composició vertical. A la planta baixa hi ha dues finestres rectangulars que flanquegen la porta principal d'accés a l'immoble; aquestes estan protegides amb elegants reixes decorades amb motius florals i vegetals, amb porticons de dues fulles i emmarcament de pedra, com la portada. Aquesta última, d'arc a nivell, té dues batents de fusta molt treballades i decorades amb motius geomètrics. A la clau de l'arc hi ha un petit element de pedra coronat per merlets i amb una R i una J gravades al centre.
El primer i segon pis presenten la mateixa composició: tres portes rectangulars amb emmarcaments de pedra s'obren a un balcó corregut que s'estén al llarg de tota la façana. Sobre la part superior de l'emmarcament de cadascuna de les obertures se situa un frontó triangular de llenguatge clàssic amb una antefixa al vèrtex. Els balcons estan suportats per mènsules d'estil clàssic, les quals interrompen les faixes que hi ha sota el voladís, de pedra i decorades amb motius florals. Aquesta combinació de faixa i mènsules es torna a repetir al coronament de la façana, sota el voladís que sobresurt de la teulada i a manera de cornisa. A sobre i presidint la façana s'aixeca un frontó circular amb petits pinacles i un plafó que indica l'any 1901.
El revestiment de la façana imita carreus regulars disposats en filades.